# Streepsteelheidesatijnzwam
De streepsteelheidesatijnzwam (Entoloma acidophilum) is een schimmel behorend tot de familie Entolomataceae. Hij groeit saprotroof, op humus of op kale grond in heischrale graslanden. Deze paddenstoel wordt aangetroffen tussen grassen op zure zandgrond bij de ingang van konijnenholen.

## Kenmerken

### Uiterlijke kenmerken
Hoed
De hoed heeft een diameter van 10-15 mm. In eerste instantie heeft de hoed een kegelvormige-convexe vorm, later wordt deze concaaf of vlak met een kleine umbo. De kleur varieert van vochtig bleekgrijsbruin, licht roze-getint in het midden, met donkerdere strepen en uiteindelijk droog bleekgrijs-oker van kleur. De lamellen zijn matig verdeeld, aangehecht, oplopend, gezwollen, vrij dik en wit, later zalmkleurig of vuilroze. 
Steel
De steel is cilindrisch, soms naar beneden gebogen en verbreed aan de onderkant, bleek grijsbruin en zilvergestreept. 
Geur en smaak
Het vlees heeft dezelfde kleur als het oppervlak, is membraanachtig in de hoed, en fragiel. De geur is sterk meelachtig.

### Microscopische kenmerken
De hoekige sporen meten 8,5-10,3(-10,8) × (6,3-)6,7-7,7(-8,0) µm met een Q-getal van Q = (1,15—) 1,2-1,45. De basidia zijn twee- of viersporig (zelden éénsporig) en meten (30—)31 —41 (—42) × (8,6—)9,4—11,1 (—11,6) µm. Er zijn geen cystidia aanwezig. het tamellaire trama heeft hyfen die cilindrisch opgezwollen, tot 340 μm of langer, en tot 17 μm breed zijn. Pileipellis lijkt niet of nauwelijks gedifferentieerd, vooral in het midden lijkt het op een trichoderm.

## Verspreiding
In Nederland komt de streepsteelheidesatijnzwam zeldzaam voor. Hij staat op de rode lijst in de categorie Ernstig Bedreigd.